# Guarea thompsonii
Guarea thompsonii (tiếng Anh thường gọi là Black Guarea hoặc Dark Bossé) là một loài thực vật thuộc họ Meliaceae. Loài này có ở Cameroon, Cộng hòa Congo, Cộng hòa Dân chủ Congo, Bờ Biển Ngà, Gabon, Ghana, Liberia, và Nigeria. Chúng hiện đang bị đe dọa vì mất môi trường sống.